# La Merope
La Merope és una òpera en tres actes composta per Niccolò Jommelli sobre un llibret italià d'Apostolo Zeno. S'estrenà al Teatro San Giovanni Crisostomo de Venècia el 26 de desembre de 1741.
El 4 de desembre de 1751 es representà al Teatre de la Santa Creu de Barcelona.